# Ève Brenner
Ève Brenner (Saint-Chartier, 11 september 1941) is een Franse operazangeres die bekend staat om haar stem die vijf octaven overspant. Ze heeft twee kinderen, de zanger Aude Brenner en de regisseur Gilles Paquet-Brenner.

## Carrière
Brenners ouders waren beide muzikanten. Haar vader Ludwig Brenner werd gedeporteerd in 1942 waardoor haar moeder Jeanne de drie kinderen alleen moest opvoeden. De familie keerde aan het einde van de Tweede Wereldoorlog terug naar Parijs, waar haar moeder zich vervoegde bij haar orkest en haar kinderen onder de hoede van de grootouders stelde. Op 14-jarige leeftijd verliet Brenner de school om zich bij het orkest van haar moeder te vervoegen.
Brenner studeerde opera bij het conservatorium van Parijs op 20-jarige leeftijd. Ze zong in films, waaronder Manon des sources.
Brenner bracht meerdere singles en ep's uit vanaf de jaren 1970. De single Le matin sur la rivière stond in 1976 6 weken genoteerd in de Nationale Hitparade, met als hoogste notering de 9e plaats

## Discografie

### Singles en ep's
- 1976: Le matin sur la rivière (Pathé Records)
- 1977: La sicilienne (Pathé Records)
- 1979: L'enfant (Pathé Records)
- 1979: A comme Amour Delphine Records
- 1980: Memories (Pathé Records)
- 1980: Hymne Kébec-Disque
- 1981: Amoureuse Philips Records/Phonogram Records
- ????: Au nom de l'amour (Delphine Records)
- 1984: Le rêve d’Ève Philips Records/Phonogram Records
- 1985: Ave Maria Norma Carrier Records
- 1987: Keep going CBS Records

- Bibliothèque nationale de France: cb138918337 (data)
- Library of Congress Control Number: no92011504
- MusicBrainz: efe29e85-4569-42a0-8f63-ecce695f0b63
- Système universitaire de documentation: 240107063
- Virtual International Authority File: 39561141
- WorldCat: E39PBJd8gvWHxj3frx8VVxjHmd